# Naviget, haec summa est
Náviget, haéc summá (e)st - (с лат. — «Пусть плывёт, в этом всё») — фразеологический оборот означает призыв развиваться, идти вперёд, не стоять на месте.

Это повеление Юпитера в поэме Вергилия передаёт троянцу Энею посланник богов Меркурий. Царь богов недоволен тем, что объятия карфагенской царицы Дидоны так надолго задержали героя в Северной Африке, заставив позабыть о возложенной на него миссии - основать на берегах Италии великую мировую державу, которая станет, таким образом, наследницей сгоревшей Трои:

Что он задумал? Зачем средь враждебного племени медлит?

Разве о внуках своих, о Лавиния пашнях не помнит?

Пусть отплывает! Вот всё, что ему от нас возвестишь ты.

Энеида, IV, 235-237. Пер. С.Ошерова
Также данная фраза взята эпиграфом к сборнику стихотворений Валерия Брюсова "Семь цветов радуги".